# 善竹長徳
善竹 長徳（ぜんちく ながのり、1947年10月 - ）は、日本の狂言方大蔵流能楽師。本名・茂山　長徳（しげやま　ながのり）。
大阪府高槻市在住で、関西を中心に活動している。長男に善竹徳一郎がいる。

## 経歴
善竹玄三郎の長男として生まれる。祖父の初世善竹彌五郎、父玄三郎および、伯父の初世善竹忠一郎に師事する。龍谷大学文学部文学科国文学専攻卒業。
6歳の時に「業平餅」稚児役で初舞台。以降、「三番三」（1967年）「釣狐」（1970年）「花子」（2000年）などを披く。
1991年、重要無形文化財保持者（総合認定）。能楽協会会員。日本能楽会会員。